# Mont Toyoni (Urakawa-Hiroo)
Pour l’article homonyme, voir Mont Toyoni (Erimo).
Le mont Toyoni (トヨニ岳, Toyoni-dake) est une montagne culminant à 1 493 m d'altitude dans les monts Hidaka de l'île de Hokkaidō au Japon.